# Peschiera del Garda
Peschiera del Garda este cea mai vestică localitate a regiunii Veneto din Italia, făcând parte din provincia Verona a acestei regiuni. Are o populație de circa 10.000 de locuitori.

## Geografie
Peschiera del Garda se găsește la circa 25 kilometri vest de Verona, pe malul sudic al Lacului Garda.
De la Peschiera izvorăște râul Mincio, emisar al lacului Garda. Construcția cetății Peschiera înconjurată de ape a modificat cursul natural al râului. Pentru a permite apărarea orașului, s-au amenajat trei brațe de ieșire din lac, care se unesc la sud de localitate.
Localitatea este punctul de început al unei piste de biciclete lungă de 40 kilometri, care o leagă de Mantova și care urmează cursul râului pe o bună porțiune de drum, într-o zonă în care se află și Parcul Mincio.
Orașul dispune de o importantă gară feroviară pe calea ferată Milano-Veneția și, până în 1967, era capătul liniei ferate Mantova-Peschiera.
Peschiera are o ieșire de pe autostrada A4 șî este traversată de drumurile regionale (foste naționale) 11 Padana Superiore și 249 Gardesana Orientale.
Din port se poate ajunge cu barca în mai multe localități riverane lacului Garda.

## Istorie

### Preistoria
Datorită poziției sale geografice în zona deluroasă dintre Munții Alpi și Câmpia Padului, zona în care se află Peschiera a jucat un rol important în istorie. Primele așezări din regiune datează din epoca bronzului. S-au descoperit circa șapte sate din acea perioadă, cele mai importante două fiind denumite Imboccatura del Mincio și Bacino Marina unde au fost găsite materiale ceramice și metalice. Perioada descoperirilor arheologice, începând cu 1851, a coincis cu întăririle cetăților din zonă de către austrieci, astfel că aceștia au făcut primele descoperiri, efectuate de Keller și de baronul von Sacken.

### Perioada antică și medievală

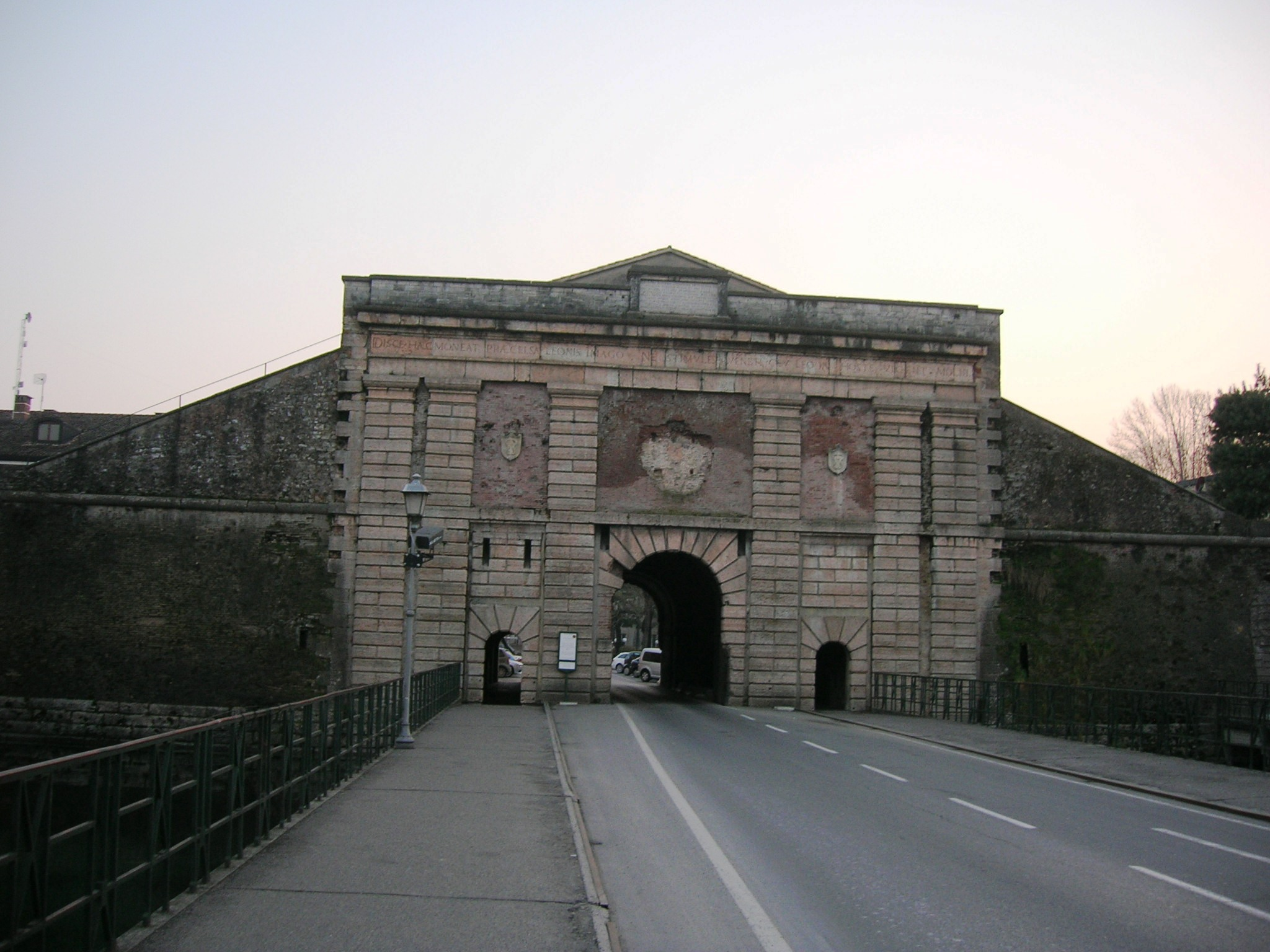
Poarta Verona

Orașul roman, denumit Arilica, se afla în actualul centru istoric și era un vicus, supus, ca și Verona, tribului Poblilia, pe Via Gallica. Plinius cel Bătrân a descris pescuitul practicat în apele lacului la izvorul râului Mincio:
„Lacus est Italiae Benacus in Veronensi agro Mincium amnem tramittens, ad cuius emersus annuo tempore, Octobri fere mense, autumnali sidere, ut palam est, hiemato lacu, fluctibus glomeratae volvuntur in tantum mirabili multitudine ut in excipulis eius fluminis ob hoc ipsum fabricatis singularum milium reperiantur globi.”
Se pare că stema comunei a apărut chiar din aceste condiții naturale favorabile, doi țipari argintii și o stea aurie. Conform tradiției, papa Leon I l-a oprit pe Attila, fără arme, pe vadul râului Mincio în 491 după o campanie de cuceriri și distrugeri în care Aquileia a fost dărâmată. 
În perioada secolelor al VIII-lea–al IX-lea, Arilica și-a schimbat numele în Peschiera. Probabil în timpul catastrofalei invazii a maghiarilor, Peschiera i-a permis învinsului Berengario I să scape și să-și recâștige rolul.

## Demografie
Peschiera del Garda - evoluția demografică

|  | Graficele sunt indisponibile din cauza unor probleme tehnice. Mai multe informații se găsesc la Phabricator și la wiki-ul MediaWiki. |

Date: Recensăminte sau birourile de statistică - grafică realizată de Wikipedia